# Lista de bactérias de importância médica
Esta é uma lista de bactérias que são relevantes na prática da medicina.

## A
- Acetobacter aurantius
- Acinetobacter baumannii
- Actinomyces Israelii
- Agrobacterium radiobacter
- Agrobacterium tumefaciens
- Azotobacter vinelandii
- Anaplasma phagocytophilum

## B
- Bacillus
  - Bacillus anthracis
  - Bacillus brevis
  - Bacillus cereus
  - Bacillus fusiformis
  - Bacillus licheniformis
  - Bacillus megaterium
  - Bacillus mycoides
  - Bacillus stearothermophilus
  - Bacillus subtilis
- Bacteroides
  - Bacteroides fragilis
  - Bacteroides gingivalis

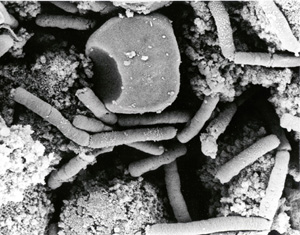
Bacillus anthracis, bactéria causadora do carbúnculo.

  - Bacteroides melaninogenicus (agora conhecida como Prevotella melaninogenica)
- Bartonella
  - Bartonella henselae
  - Bartonella quintana
- Bordetella
  - Bordetella bronchiseptica
  - Bordetella pertussis
- Borrelia burgdorferi
- Brucella
  - Brucella abortus
  - Brucella melitensis
  - Brucella suis
- Burkholderia
  - Burkholderia mallei
  - Burkholderia pseudomallei
  - Burkholderia cepacia

## C
- Calymmatobacterium granulomatis
- Campylobacter
  - Campylobacter coli
  - Campylobacter fetus
  - Campylobacter jejuni
  - Campylobacter pylori
- Chlamydia
  - Chlamydia trachomatis
- Chlamydophila

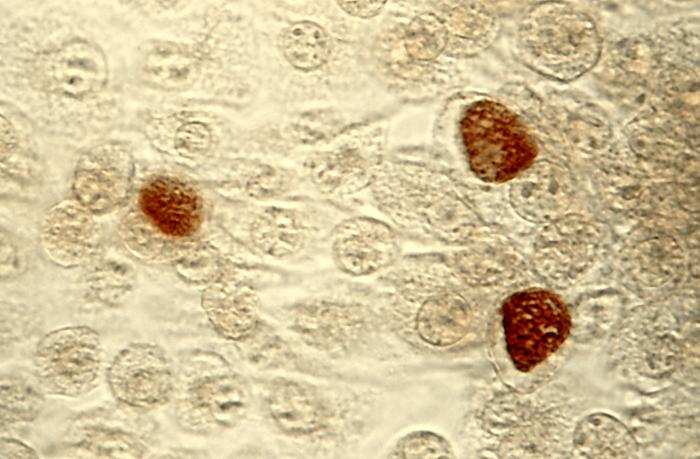
Chlamydia trachomatis, bactéria envolvida em diversas doenças como tracoma, linfogranuloma venéreo e clamídia.

  - Chlamydophila pneumoniae (antes chamada de Chlamydia pneumoniae)
  - Chlamydophila psittaci (antes chamada de Chlamydia psittaci)
- Clostridium
  - Clostridium botulinum
  - Clostridium difficile
  - Clostridium perfringens (antes chamada de Clostridium welchii)
  - Clostridium tetani
- Corynebacterium
  - Corynebacterium diphtheriae
  - Corynebacterium fusiforme
- Coxiella burnetii

## E
- Ehrlichia chaffeensis
- Enterobacter cloacae
- Enterococcus
  - Enterococcus avium
  - Enterococcus durans
  - Enterococcus faecalis
  - Enterococcus faecium
  - Enterococcus galllinarum
  - Enterococcus maloratus
- Escherichia coli

## F
- Francisella tularensis
- Fusobacterium nucleatum

## G
- Gardnerella vaginalis

## H
- Haemophilus
  - Haemophilus ducreyi
  - Haemophilus influenzae
  - Haemophilus parainfluenzae
  - Haemophilus pertussis
  - Haemophilus vaginalis
- Helicobacter pylori

## K
- Klebsiella pneumoniae

## L
- Lactobacillus
  - Lactobacillus acidophilus
  - Lactobacillus casei
  - Lactococcus lactis
- Legionella pneumophila
- Leptospira
- Listeria monocytogenes

## M
Microtubulos
- Microbacterium multiforme
- Micrococcus luteus
- Moraxella catarrhalis
- Mycobacterium
  - Mycobacterium avium
  - Mycobacterium bovis
  - Mycobacterium diphtheriae
  - Mycobacterium intracellulare
  - Mycobacterium leprae
  - Mycobacterium lepraemurium
  - Mycobacterium phlei
  - Mycobacterium smegmatis
  - Mycobacterium tuberculosis
- Mycoplasma
  - Mycoplasma fermentans
  - Mycoplasma genitalium
  - Mycoplasma hominis
  - Mycoplasma penetrans
  - Mycoplasma pneumoniae

## N
- Neisseria
  - Neisseria gonorrhoeae
  - Neisseria meningitidis

## P
- Pasteurella
  - Pasteurella multocida
  - Pasteurella tularensis
- Peptostreptococcus
- Porphyromonas gingivalis
- Pseudomonas aeruginosa

## R
- Rhizobium radiobacter
- Rickettsia
  - Rickettsia prowazekii
  - Rickettsia psittaci
  - Rickettsia quintana
  - Rickettsia rickettsii
  - Rickettsia trachomae
- Rochalimaea
  - Rochalimaea henselae
  - Rochalimaea quintana
- Rothia dentocariosa

## S
- Salmonella
  - Salmonella enteritidis
  - Salmonella typhi
  - Salmonella typhimurium
  - Serratia marcescens
- Shigella dysenteriae
- Staphylococcus
  - Staphylococcus aureus
  - Staphylococcus epidermidis
- Stenotrophomonas maltophilia
- Streptococcus
  - Streptococcus agalactiae
  - Streptococcus avium
  - Streptococcus bovis
  - Streptococcus cricetus
  - Streptococcus faceium
  - Streptococcus faecalis
  - Streptococcus ferus
  - Streptococcus gallinarum
  - Streptococcus lactis
  - Streptococcus mitior
  - Streptococcus mitis
  - Smreptococcus mutans
  - Streptococcus oralis
  - Streptococcus pneumoniae
  - Streptococcus pyogenes
  - Streptococcus rattus
  - Streptococcus salivarius
  - Streptococcus sanguis
  - Streptococcus sobrinus

## T
- Treponema
  - Treponema pallidum
  - Treponema denticola

## V
- Vibrio
  - Vibrio cholerae
  - Vibrio comma
  - Vibrio parahaemolyticus
  - Vibrio vulnificus

## W
- Wolbachia

## Y
- Yersinia
  - Yersinia enterocolitica
  - Yersinia pestis
  - Yersinia pseudotuberculosis